# أورلاندو فيغيروا
أورلاندو فيغيروا (بالإنجليزية: Orlando Figueroa)‏ هو عالم أمريكي، ولد في 9 سبتمبر 1955 في سان خوان في بورتوريكو.